# Lichenopeltella palustris
Lichenopeltella palustris är en lavart som först beskrevs av J.P. Ellis, och fick sitt nu gällande namn av P.M. Kirk & Minter 2007. Lichenopeltella palustris ingår i släktet Lichenopeltella och familjen Microthyriaceae.   Inga underarter finns listade i Catalogue of Life.
I den svenska databasen Dyntaxa används istället namnet Actinopeltis palustris för samma taxon.  Arten är reproducerande i Sverige.